# José María Ignacio Ortiz Vides
José María Ignacio Ortiz Vides (Chema Vides) fue un guerrillero  guatemalteco que actuó también como internacionalista en la guerrilla mexicana.

## Inicios
Nació en Chimaltenango, Guatemala, en 1941, hijo de Ignacio Humberto Ortiz Paniagua y Julia Vides Tovar. Estudió dos años en la Facultad de Ingeniería de la Universidad de San Carlos de Guatemala, y en febrero de 1962 viajó a Cuba como miembro de la Juventud Patriótica del Trabajo (juventud del Partido Comunista), donde optó por recibir el curso militar al cual también se habían inscrito otros jóvenes comunistas guatemaltecos, entre ellos Julio Edgar Ibarra y Rodolfo Payeras Solares -comandante Feliciano Argueta Rojas, hermano del escritor, filósofo, teórico revolucionario y comandante guerrillero Mario Payeras-.

## Guerrilla guatemalteca
A su regreso a Guatemala se integró a las nacientes Fuerzas Armadas Rebeldes, organización guerrillera surgida de la alianza entre el Partido Guatemalteco del Trabajo (comunista) y un sector de la oficialidad joven que se encontraba en rebeldía desde el 13 de noviembre de 1960, dirigido por los exmilitares rangers Marco Antonio Yon Sosa, Luis Augusto Turcios Lima, Augusto Vicente Loarca y Luis Trejo Esquivel. 
Chema Vides dirigió los comandos de la Resistencia Urbana de las FAR, también conocida como Regional Central, compuesta por estudiantes y trabajadores jóvenes de la ciudad. La Resistencia operó entre 1964 y 1968 aproximadamente, ganándose la simpatía y admiración de amplios sectores urbanos debido a la "espectacularidad" de algunas de sus acciones, que les valió el sobrenombre de Los Bravos.
A mediados de 1966 Chema fue capturado por la policía luego de un accidente de tránsito. La prensa reportó el hecho haciendo notar que al momento de ser detenido Chema dijo a gritos su nombre y su militancia; por este detalle el gobierno no pudo negar la captura, como era su costumbre, y se vio obligado a presentar públicamente al detenido.
Algunos meses antes, entre diciembre de 1965 y marzo de 1966, el gobierno de los Estados Unidos -por medio de la Agencia Central de Inteligencia y sus "funcionarios" de la AID- brindó asesoría y medios económicos y técnicos para realizar una serie de redadas que pretendían descabezar a la cúpula de las tres organizaciones activas por entonces -FAR, PGT y MR-13-. El gobierno consiguió la captura de al menos treinta y tres militantes revolucionarios, entre cuadros de dirección, cuadros medios y cuadros de base de las tres organizaciones mencionadas. Ninguno de ellos volvió a ser visto con vida. 
Con el caso de "los 28", como pasó a la historia, el ejército de Guatemala inauguraba el ciclo de la desaparición forzada como práctica central de la estrategia terrorista de estado. Posteriormente se supo de boca de algunos policías y soldados desertores que los "desaparecidos" habían sido asesinados luego de intensas sesiones de "interrogatorio" y sus cadáveres arrojados al mar o a los cráteres de algún volcán en activo. Tenemos entonces que a partir de 1966 los presos políticos prácticamente dejaron de existir en Guatemala y los revolucionarios capturados casi invariablemente pasaron a habitar el mundo de las sombras.
Para exigir la liberación de los detenidos, durante los primeros días de mayo de 1966 la Resistencia Urbana, en una acción sin precedentes secuestró a Romeo Augusto de León, Baltasar Morales de la Cruz y Héctor Menéndez de la Riva, Presidente de la Corte Suprema de Justicia, secretario de Información de la Presidencia y Vicepresidente del Congreso, respectivamente. Las FAR impusieron un plazo de 48 horas al gobierno, quien continuó negando su participación en las desapariciones.
El 7 de junio de 1966 se produce la captura de Chema. Dos días después Menéndez de la Riva escapa y revela el lugar de su cautiverio. En ese contexto y ante la posibilidad real de que a esas alturas "los 28" hubieran sido asesinados, las FAR decidieron proponer al gobierno el canje de los otros dos retenidos a cambio de la libertad del jefe guerrillero. El nuevo gobierno, que había tomado posesión el 1 de julio de ese año, aunque sin mucho entusiasmo aceptó la propuesta. Chema fue liberado el 31 de agosto de ese año.

## En Vietnam
En 1968 viajó a Vietnam junto a Aura Marina Arriola, Antonio Fernández Izaguirre y otros revolucionarios guatemaltecos, para recibir entrenamiento militar.
Existen indicios de que en 1969 se encontraba nuevamente en Guatemala. Al parecer intentaba reactivar las acciones armadas en la ciudad junto a Marco Antonio Yon Sosa y El Indio Hernández.

## Guerrilla en México
A principios de los años 70, luego de la desbandada que provocó en las filas insurgentes la ofensiva del ejército, Chema viajó a México. Ahí entró en contacto con estudiantes radicalizados y militantes de la Unión del Pueblo. Se sabe que fue él quien introdujo a México la línea vietnamita de Guerra Popular Prolongada, además de trasmitir a la incipiente guerrilla mexicana sus conocimientos sobre explosivos.
La Unión del Pueblo operó activamente en el Estado de México, Puebla, Oaxaca, Jalisco y alrededores durante la década de los setenta y se transformaría luego en el Partido Revolucionario Obrero Clandestino Unión del Pueblo. La Unión del Pueblo se caracterizó precisamente por su manejo de explosivos. 
El 6 de mayo de 1973 Chema Vides fue canjeado junto a otros guerrilleros mexicanos por el entonces cónsul de los Estados Unidos en Guadalajara, Jalisco, George Terrence Leonhardy, quien había sido secuestrado por las Fuerzas Revolucionarias Armadas del Pueblo. Los guerrilleros canjeados salieron rumbo a Cuba, según los reportes de la Dirección Federal de Seguridad. El último de estos reportes acerca del jefe guerrillero data del 9 de junio de 1983, en el que la DFS lo ubicaba combatiendo en el departamento del Petén como comandante de las FAR. Este último dato al parecer es falso.
Su paradero actual es un misterio. Algunos consideran que está muerto, aunque las fuerzas de seguridad mexicanas lo siguen considerando como prófugo. Por lo pronto una pequeña escuela de la aldea El Hato, en Antigua Guatemala, lleva su nombre: Escuela Oficial Rural Mixta José Ignacio Ortiz Vides.
- Datos: Q4337116